# West Salem (Illinois)
West Salem est un village du comté d'Edwards dans l'Illinois, aux États-Unis,. Il est situé au nord-est du comté entre Parkersburg, au nord et Samsville (en) au sud. Il est incorporé le 2 septembre 1914.

## Démographie
Lors du recensement de 2010, le village comptait une population de 897 habitants. Elle est estimée, en 2016, à 871 habitants.

## Source de la traduction
- (en) Cet article est partiellement ou en totalité issu de l’article de Wikipédia en anglais intitulé « West Salem, Illinois » (voir la liste des auteurs).